# Hradečno
Hradečno (en allemand : Burgstätt) est une commune du district de Kladno, dans la région de Bohême-Centrale, en Tchéquie. Sa population s'élevait à 487 habitants en 2020.

## Géographie
Hradečno se trouve à 10 km au nord-ouest de Kladno et à 35 km à l'ouest-nord-ouest de Prague.
La commune est limitée par Drnek au nord, par Ledce au nord-est, par Smečno à l'est, par Kačice au sud, par Stochov au sud-ouest et par Mšecké Žehrovice à l'ouest.

## Histoire
La première mention écrite de la localité date de 1413.

## Administration
La commune se compose de trois quartiers :
- Hradečno
- Nová Studnice
- Nová Ves